# Ayo Obileye
Stephen Ayomide Obileye (Homerton, 2 settembre 1994) è un calciatore inglese, difensore o centrocampista dell'SJK.

## Caratteristiche tecniche
È un difensore centrale che può essere impiegato anche come centrocampista difensivo.

## Carriera
Cresciuto nelle giovanili dello Sheffield Weds, nel 2014 esordisce tra i professionisti giocando col Dag & Red.
Tra il 2021 ed il 2024 mette a segno in totale 5 reti in 89 presenze nella prima divisione scozzese con il Livingston; passa poi ai Cangzhou Xiongshi, con cui sempre nel 2024 realizza 2 reti in 15 presenze nella prima divisione cinese.